# 喀尔钦镇
喀尔钦镇，是中华人民共和国甘肃省甘南藏族自治州卓尼县下辖的一个乡镇级行政单位。
2017年3月15日，甘肃省民政厅批复同意撤销喀尔钦乡，设立喀尔钦镇。

## 行政区划
喀尔钦镇下辖以下地区：
革古村、大力村、达子多村、录巴寺村、拉扎村、卓洛村、拉力沟村、麻地卡村、大族村、相俄村、出路村和柯别村。